# Мілфорд (Массачусетс)
Мілфорд (англ. Milford) — місто (англ. town) в США, в окрузі Вустер штату Массачусетс. Населення — 30 379 осіб (2020).

## Демографія
Згідно з переписом 2010 року, у місті мешкало 27 999 осіб у 10 872 домогосподарствах у складі 7387 родин. Було 11412 помешкання
Расовий склад населення:
| - 87,1 % — білих - 2,4 % — азіатів - 2,2 % — чорних або афроамериканців - 0,2 % — корінних американців - 5,3 % — осіб інших рас |

До двох чи більше рас належало 2,7 %. Частка іспаномовних становила 8,3 % від усіх жителів.
За віковим діапазоном населення розподілялося таким чином: 22,9 % — особи молодші 18 років, 64,2 % — особи у віці 18—64 років, 12,9 % — особи у віці 65 років та старші. Медіана віку мешканця становила 39,1 року. На 100 осіб жіночої статі у місті припадало 99,1 чоловіків;  на 100 жінок у віці від 18 років та старших — 97,7 чоловіків також старших 18 років.
Середній дохід на одне домашнє господарство  становив 90 646 доларів США (медіана — 75 854), а середній дохід на одну сім'ю — 107 200 доларів (медіана — 94 679). Медіана доходів становила 61 755 доларів для чоловіків та 49 845 доларів для жінок. За межею бідності перебувало 7,9 % осіб, у тому числі 10,0 % дітей у віці до 18 років та 4,9 % осіб у віці 65 років та старших.
Цивільне працевлаштоване населення становило 15 498 осіб. Основні галузі зайнятості: освіта, охорона здоров'я та соціальна допомога — 22,6 %, науковці, спеціалісти, менеджери — 14,8 %, роздрібна торгівля — 12,2 %, виробництво — 10,0 %.